# Sabi Pas
Sabi Pas est un trotteur et étalon français, né en 1962 de Carioca II et d'Infante II (par Hernani III).
Ce cheval dont la mère fut troisième du Prix d'Amérique eut une bonne carrière sportive. Mais son nom est passé à la postérité comme celui du père de cracks ou étalons aussi renommés que Fakir du Vivier, Jet du Vivier, Kronos du Vivier, Nicos du Vivier, Hêtre Vert, Jet de Prapin… Il fait également partie des ascendants de Coktail Jet, Kool du Caux, Jag de Bellouet et Victory Tilly.

## Descendance (partielle)
- 1971 : Fakir du Vivier (M)
- 1971 : Fallempin (M)
- 1972 : Grande Source (F)
- 1973 : Hêtre Vert (M)
- 1975 : Jet de Prapin (M)
- 1975 : Jet du Vivier (M)
- 1976 : Kronos du Vivier (M)
- 1978 : Mivus (M)
- 1979 : Navaki (M)
- 1979 : Nicos du Vivier (M)